# NK Bilogora Kapela
NK Bilogora je nogometni klub iz Kapele.
Trenutačno se natječe se u Bjelovarskoj-bilogorska.